# 全国秘境駅ファイル
全国秘境駅ファイル（ぜんこくひきょうえきファイル）は、2008年から旅チャンネルとMONDO21（現・MONDO TV）で放送されていた鉄道番組である。

## 概要
番組フォーマットは原則として30分番組を前後半に分け、各パートで1つずつ、1回の放送で2つの秘境駅を取り上げて紹介する。途中、牛山隆信による秘境駅の特徴などの解説が行われ、最後に牛山による総合評価と秘境駅ランキング順位の発表が行われる。
MONDO21で放送されていた「秘境駅へ行こう!」と番組の内容が酷似している。
第1シリーズは正味27分間であったが、第2シリーズは正味24分間となっている。
製作・著作は、第1シリーズはMONDO21（現：MONDOTV）、第2・第3シリーズは旅チャンネル。
ジェネオン・ユニバーサル・エンターテイメントジャパンから「牛山隆信の秘境駅ファイル」のタイトルでDVDが6巻発売されている。テレビ朝日『タモリ倶楽部』でどうしたら売れるかを検証する企画が行われたことがある。

## ナレーター
- キマタン：第1シリーズ（第5 - 10回以外）、第2シリーズ
- 御崎真美：第1シリーズ（第5 - 10回）
- 若林亮：第3シリーズ

## ネット局
- TOKYO MX
  - 2010年 - ：第2シリーズ第9回で打ち切り。
  - 2012年9月 - ：第3シリーズ、駅の組み合わせが下記の通りではなく、幾つか抜粋されバラバラに編集されていた。
  - 2014年4月22日 - 5月7日：第1シリーズ
  - 2014年5月8日 - 5月26日：第2シリーズ
  - 2014年5月27日 - 6月19日：第3シリーズ
- 京都放送（KBS）：2011年
- 秋田朝日放送（AAB）：2012年
- 山陽放送（RSK）
  - 2013年1月12日 - 4月13日：第1シリーズ
  - 2013年4月20日 - 7月14日：第2シリーズ
  - 2013年7月21日 - 11月3日：第1シリーズ
- テレビ山梨（UTY）
  - 2014年9月1日 - ：第1シリーズ
- 旅チャンネル(CS放送)では、定期的に再放送が行われている。

## 紹介された駅
- ※印の駅は路線は存続しているが廃駅になった駅、△印の駅は信号場に降格した駅、●印の駅は路線自体の廃止で廃駅となった駅（高千穂鉄道再訪を除く）。

### 第1シリーズ（2008年）
1. 坪尻駅／生野駅※
2. 竜ヶ水駅／久我原駅
3. 男鹿高原駅／道後山駅
4. 那良口駅／尺別駅△
5. 尾盛駅／糠南駅
6. 薩摩塩屋駅／新改駅
7. 新郷駅／早戸駅
8. 佐久広瀬駅／五十石駅※
9. 土佐北川駅／矢岳駅
10. 北星駅※／特牛駅
11. 内名駅／海路駅
12. 蕨岱駅※／西大山駅

### 第2シリーズ（2009年）
1. 押角駅●／薩摩高城駅
2. 大狩部駅●／武田尾駅
3. 抜海駅／有家駅
4. 東都農駅／立木駅
5. 大志田駅※／東鹿越駅
6. 備後落合駅／串駅
7. あぶくま駅／居組駅
8. 真布駅●／筒石駅
9. 小滝駅／保津峡駅
10. 池の浦シーサイド駅※／青井岳駅
11. 初田牛駅※／表木山駅
12. 驫木駅／上白滝駅※
13. 餘部駅

### 第3シリーズ（2010年4月 - ）
1. 小幌駅／紀伊神谷駅
2. 比羅夫駅／波田須駅
3. 古瀬駅※／もたて山駅
4. 豊ヶ岡駅●[1]／土本駅
5. 上厚内駅△／女鹿駅
6. 南比布駅※／知和駅
7. 豊清水駅※／宇都井駅●
8. 瑞穂駅／稲梓駅
9. 平原駅／真幸駅
10. 瀬戸石駅／方谷駅
11. 西相知駅／宗太郎駅
12. 福島高松駅／冠着駅
13. 高千穂鉄道再訪

## その他
- 旅チャンネルでは、現在も放送されているが、この時点で、路線自体の廃止や駅の廃止で、到達できなくなった駅がある。そのためか放送されない回もある。本編中に廃止された旨がアナウンスされる第3シリーズの第13回「高千穂鉄道再訪」以外は、路線の廃止や駅の廃止のテロップ類は出されない。